# Jubeat

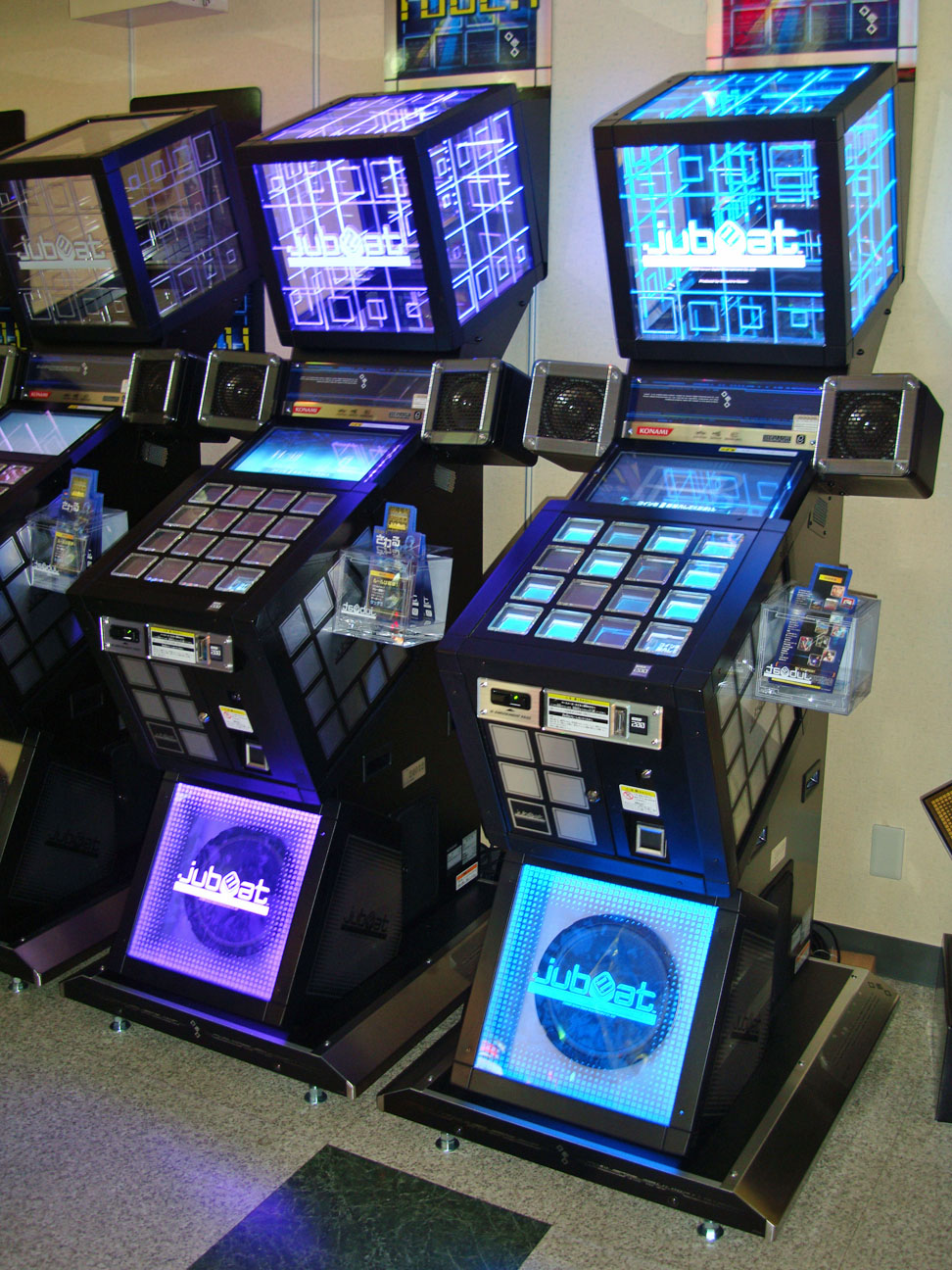
jubeat

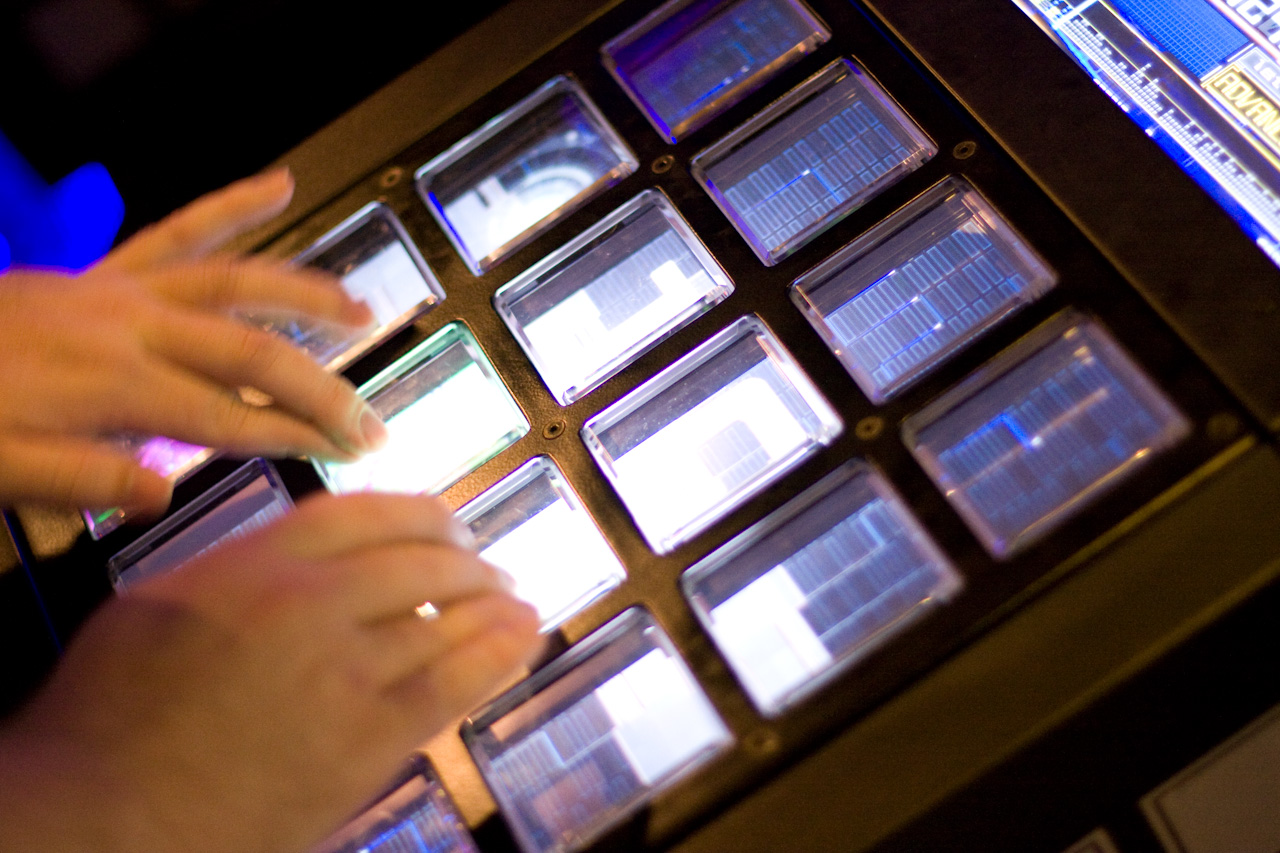
プレイ風景

jubeat（ユビート）は、コナミアミューズメントが2008年7月24日に発売したアーケードゲーム、およびそれ以降の一連のシリーズ作品群の総称である。2005年に発売したDANCE 86.4 FUNKY RADIO STATION以来約3年ぶりのBEMANIシリーズ新作となる音楽シミュレーションゲーム。
pop'n musicと同じく、特定の楽器や音楽機材を模さないシステム。音楽に合わせてボタンを操作するゲームスタイルは他のBEMANIシリーズと共通だが、操作するタイミングを示すオブジェの表示に他のシリーズ作品とは違う方法がとられていたり、プレイ結果がブログとして公開されたりするなど、jubeatリリースまでのBEMANIシリーズにはない試みがなされている。
当初の発売元はコナミデジタルエンタテインメントであったが、コナミグループ再編に伴い、2016年11月1日付で発売元がコナミアミューズメントへ変更された。

## 概要
jubeatの筐体は大小いくつもの立方体（キューブ）が積み重なったようなデザインで構成されている。画面はワイド液晶モニターが縦向きに取り付けられており、画面の下3/5の部分には正方形の透明な操作パネルが4×4マスの計16枚配置されている。画面の上2/5の部分には各種インフォメーションやゲーム中にはスコアや自分のプレイ状況などが表示される。内部システム基板はPCベースで、OSはWindows XP Embeddedを使用している。
e-AMUSEMENTサービスに対応しており、e-AMUSEMENT PASSを使用することでプレイ結果を保存できるほか、i-revoと連携し個人Webページを作成することができる。プレイ結果をブログ形式で公開したり、各種ランキングやイベント情報などを閲覧することもできる。「ripples」以降は個人で大会を開催できるようになった。
中国版のタイトルは楽動魔方となっており、2010年4月8日に稼働開始した。ただし、オンラインマッチングはできない。北米・北欧版のタイトルはjukebeat（UBeatから変更）となっており、ロケテストが行われたが、本稼働はまだしていない。中国版と北米・北欧版の収録曲は日本のものと異なる。ただし、香港地区（マカオとシンガポール含む）、台湾および韓国では日本と同じタイトルで稼動している。こちらは、日本版と同様の楽曲を収録しているため、日本とのオンラインマッチングが可能である。

## シリーズ
他のコナミのアーケードゲームは最初のロケテスト開始をもって新作開発のアナウンスがされることが多いが、jubeatシリーズの場合はロケテストよりも先に毎年1月から2月にかけて開催のKONAMI Arcade Championshipで次回作がお披露目されることが通例となってきている(お披露目後しばらくしてからロケテストを開始する流れ。ただし、「copious」の次回作である「saucer」は時期が若干遅かったためロケテストで初お披露目される。また「Qubell」はロケテストが行われていない。）。。
また、携帯電話やスマートフォン（iOSデバイス・「Android」）向けに派生作品がリリースされている。

### アーケード版

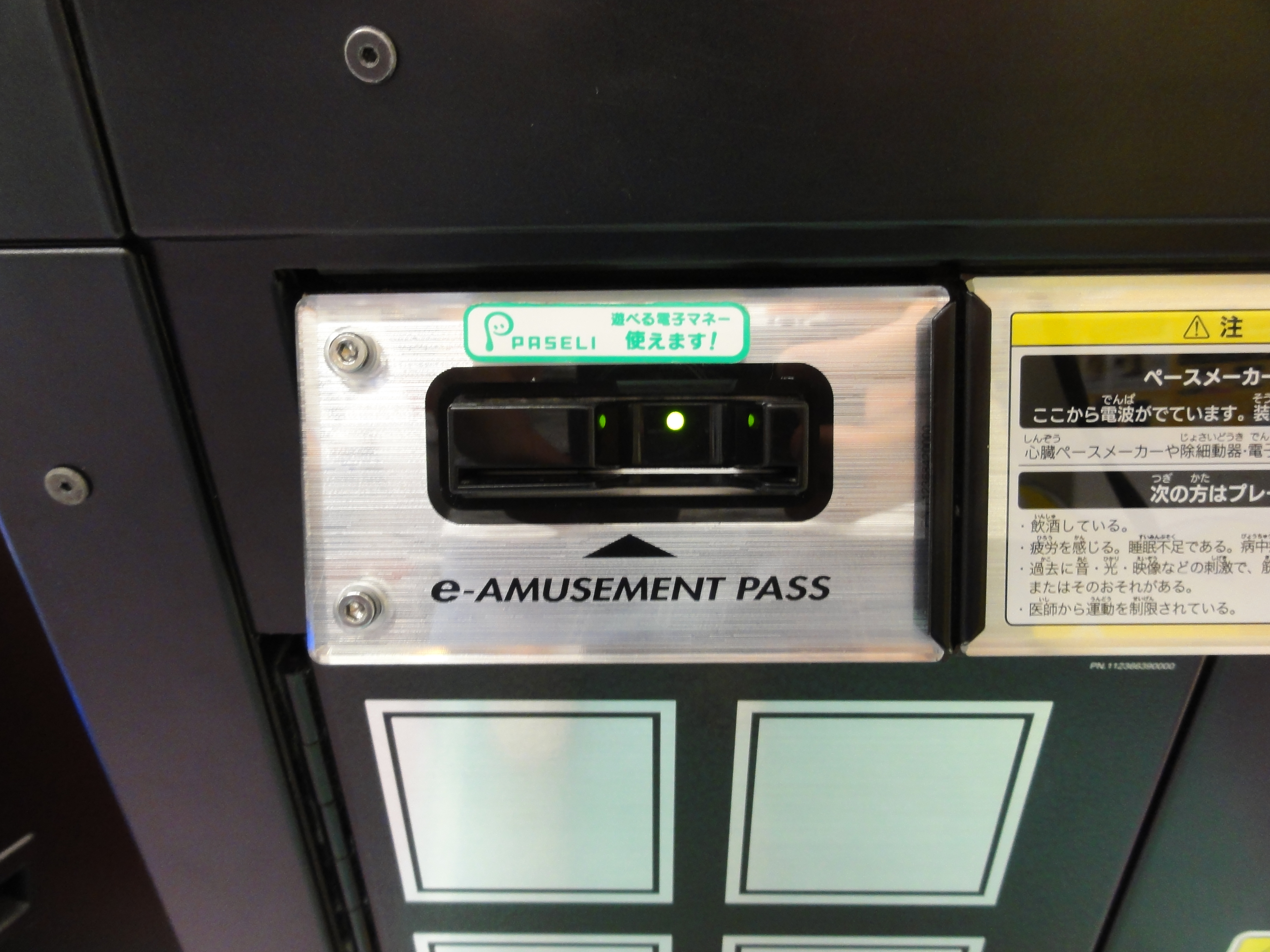
knitまでのe-amusement passデバイス

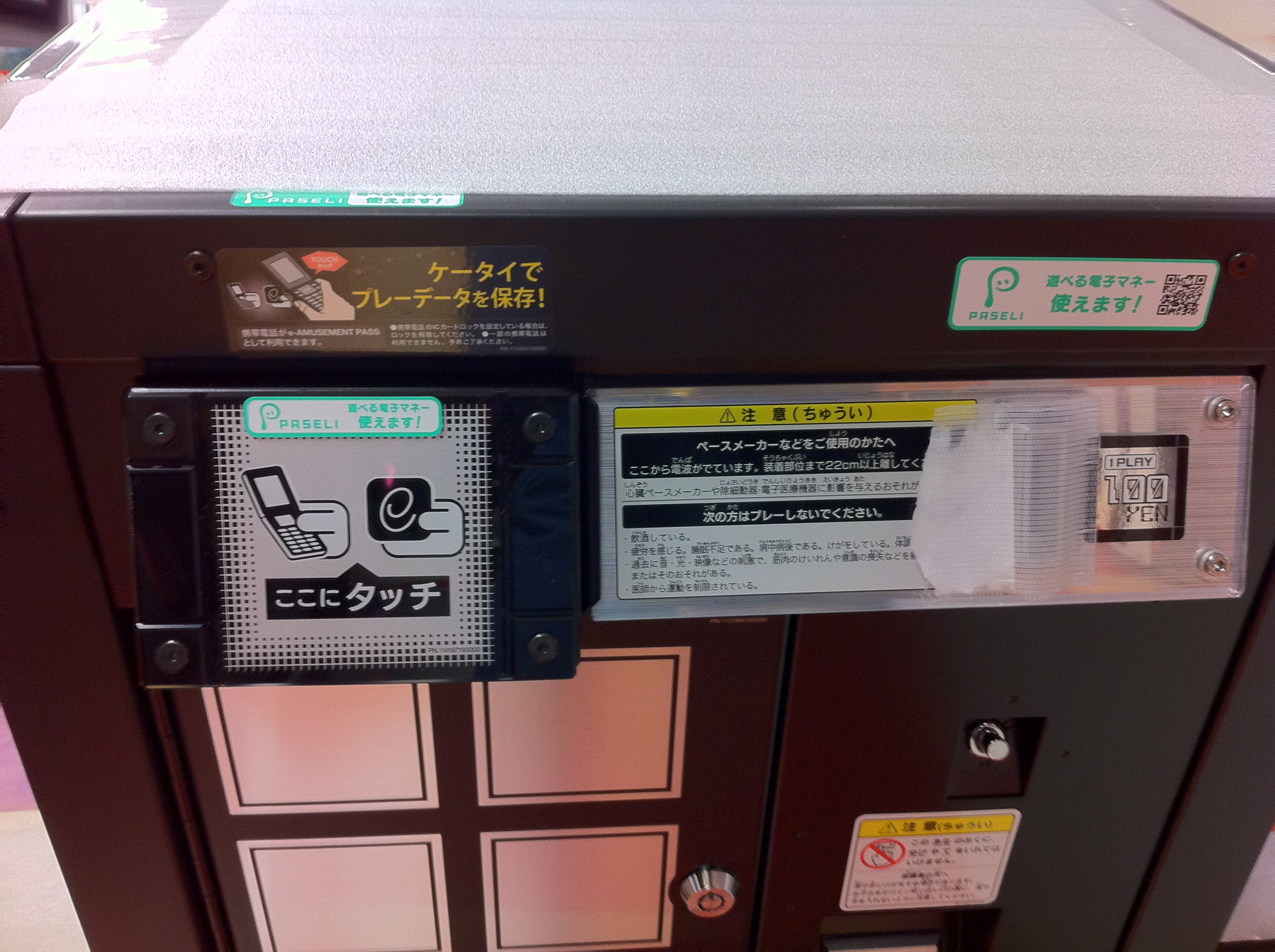
e-amusement passがタッチ式に変更

jubeat（ユビート）（2008年7月24日稼働開始）
背景は電子的な模様で青を基調としている。
収録楽曲は他のBEMANIシリーズとは異なり、稼働開始時にはほとんどがメジャーアーティストを中心とした洋楽、邦楽となっていた。収録されていたオリジナル曲は4曲（ランクアップによる隠し曲8曲）と少なかった。収録曲は全51曲であったが、2008年12月15日にオンラインアップデートが行われ、新たに8曲のコナミオリジナル曲追加が行われた（内訳は移植曲4曲＋jubeatオリジナル曲4曲）。うち、jubeatオリジナル曲の4曲は特定曲のプレイ結果によって解禁される仕様となっていた。
jubeat ripples（ユビート リプルズ）（2009年8月5日稼動開始）
白および明るい緑を基調とし、所々で波紋模様を使用している。
最初からプレイ可能な新曲はすべてライセンス曲となり、コナミオリジナル曲は1作目のものも含め隠し曲扱いとなった。収録曲は110曲。
その他、以下の機能追加・変更が加えられた。
- クラスシステムは「グレードアップシステム」に変更された（詳細はグレードアップシステムを参照）。
- プレイ前にプレイ履歴が表示されるようになった。
- フレンド機能の強化。特にユーザーが曲を設定して大会を開くことが可能になった。
- 選曲時にランダムおよびマッチング中の曲を選択する機能を追加。ソートも可能になった。
- その他に背景色の選択やマーカーの名前が分かるようになった。

jubeat ripples APPEND（ユビート リプルズ アペンド）（2010年3月18日稼動開始）
ripples完結編。「ripples」のシステムをベースに本人提供によるライセンス曲やコナミオリジナルの新曲、称号の追加などが行われた。また、mihimaru GTとのタイアップやbeatmania IIDX17 SIRIUSとの連動も行われた。なお、「ripples」との違いはタイトル画面の「APPEND」の文字と追加楽曲のCDジャケットが描かれたポップの有無であり、外装や画面に大きな変化はない。収録曲は131曲。
jubeat knit（ユビート ニット）（2010年7月29日稼働開始）

液体のように波打つ曲線と直線、糸のような連なった線、黄色を基調としている。システムボイスがシリーズで初めて男性のものになった。
「ripples」と比較して、本人提供によるライセンス曲の比率が大きくなった。「knit」ではコナミオリジナル曲が全て隠し曲扱いになり、最初からプレイ可能なknit追加曲が全て版権曲になった。欧米版のUBeat (jukebeat) から1曲移植されている。収録曲は184曲。
その他、以下の機能追加・変更が加えられた。
- 当作からマッチングプレイがプレイする曲の難易度に関係なく適合するようになった。その際、難易度は色で表示される。
- 隠し要素の解禁方法は「ニットシャツ」（詳細は楽曲の解禁システムを参照）。
- TOTAL BEST SCOREを廃止。
  - 実力を示す指標として「jubility」を導入。プレイに応じて0.00から10.00まで変動する（詳細はjubilityを参照）。

- PASELIに対応。
- コンシェルジュというキャラクターが、プレイする曲の提案をする機能を追加。この機能で得られる特典もあった。
- 初代「jubeat」の解禁方法が復活。ザ★ビシバシで登場したjubeatくんがマーカーとして配布され、このマーカーを使用しているプレイヤーとマッチングすることにより、解禁されていないプレイヤーにも解禁されるようになった（専用の称号も獲得できる）。

jubeat knit APPEND（ユビート ニット アペンド）（2011年3月23日稼動開始）
knit完結編。「APPEND FESTIVAL」と称し、beatmania IIDX18 Resort Anthemに加えGuitarFreaks XG2 & DrumMania XG2 Groove to Live、pop'n music 19 TUNE STREET、Dance Dance Revolution X2、REFLEC BEATといったBEMANIシリーズとの連動が行われた。収録曲は208曲。
jubeat copious（ユビート コピオス）（2011年9月15日稼働開始）

多角形や夜色カラーを基調としている。『AOU2011 アミューズメントエキスポ』に出展された。システムボイスが「ripples」以来女性に戻った。
本来なら2011年8月頃に稼動する予定だったが、2011年3月11日に発生した東北地方太平洋沖地震（東日本大震災）の影響により、1ヶ月遅れることになった。
稼働日より、同日に稼働開始したbeatmania IIDX19 Lincleとのコラボレート企画、「Lincle Link」を開催。
本作では「knit」までの版権曲のうち55曲が削除されたが、それでも合計収録曲は210曲となり、当時はシリーズ最多である。収録曲は212曲。
今作よりe-AMUSEMENT PASSの使用法がタッチ式（非接触式）になり、他ICカードやおサイフケータイなどのFelica端末が使用できるようになった。
プレイデータの閲覧や各種設定を行うサイトが「e-AMUSEMENT PASS メンバーズサイト」から「e-AMUSEMENT GATE」に変更された。また、今作よりTOTAL BEST SCOREが復活した。TOTAL BEST SCOREはe-AMUSEMENT GATEから見ることができる。
jubilityは引き続き実装された。アイコンのテーマは「宇宙人」である。
jubeat copious APPEND（ユビート コピオス アペンド）（2012年3月14日稼働開始）
copious完結編。「APPEND TRAVEL」と称したイベントを実施。beatmania IIDX19 Lincle、Guitar Freaks XG3 & Drum Mania XG3、pop'n music 20 fantasia、REFLEC BEAT limelight、Dance Dance Revolution X3 VS 2ndMIX、SOUND VOLTEX BOOTHとの連動が行われた。
2012年8月1日に「ギタ・ドラ・jubeat大夏祭り」と称したイベントを実施。Guitar Freaks XG3 & Drum Mania XG3との連動が行われた。大夏祭り時点での収録曲は247曲。
jubeat saucer（ユビート ソーサー）（2012年9月25日稼動開始）
タイトルは英語で「受け皿」という意味で、筐体およびプレイ画面のテーマカラーは白と銀色メイン。2012年3月30日よりロケテスト開始。システムボイスはロケテスト版では女性が担当していたが、製品版では男性に変更された。bistro saucerファイナルシーズン時点での収録曲は461曲。
選曲画面などの基本システムは「copious」をほぼ継承。jubilityも引き続き実装された。
これまで新作稼働時期にのみ行なっていた収録楽曲の入れ替えを、月単位で行う方針をとった。またe-AMUSEMENT GATEにリクエストフォームを新設、そこからリクエストすることでリクエスト曲の収録や削除楽曲の再収録が行われた。
低価格の筐体と継続的なアップデートを提供する代わりに、プレイ料金の一部をコナミと分配するレベニューシェアモデル「e-AMUSEMENT Participation」を採用している。
今作から基板本体が変更となった。これにより、「copious」稼働当初のようなフレームレートの低下はほぼ起きなくなった。
「saucer」の現金課金は課金方法選択後「コインを●枚投入してください」と画面上に表示されてから硬貨投入が受け付けられ、それより前のタイミングで硬貨を投入しても返却口に返却されていた。
jubeat saucer fulfill（ユビート ソーサー フルフィル）（2014年3月3日稼動開始）
saucer完結編。「saucer」が白など明るい色を基調としていたのに対し、「saucer fulfill」では黒など暗色を基調としたテーマになり、システムボイスが男性から女性に変更された。また、楽曲入れ替えが廃止された。イベント「スミスの想いで」時点での収録曲は555曲。(ただし、Thank You Merry Christmasは含まれない。)
PASELIを使ったプレイでは、結果画面で判定数が表示されるようになった。
上級者向けモードとして「コースモード」が追加された（後述）。
コラボPVとして、ロックバンドHaKUの楽曲「think about you」を筺体を用いたプレイとバンド演奏を交えた映像が制作されている。
jubeat prop（ユビート プロップ）（2015年2月20日稼働開始）
前作の「saucer fulfill」が暗色をテーマにしていたのに対し、「prop」では白とピンクを基調としたデザインのテーマとなった。2014年12月3日のBEMANI生放送(仮)にてリリースが発表され、同年12月12日から14日までロケテストが開催された。また、2015年1月31日から同年2月1日までは、全国4か所でロケテストが行われた。システムボイスはロケテスト版では男性が担当していたが、製品版では女性に変更された。
新要素として、終点まで押し続ける「ホールドマーカー」が登場した。また、実力を示す指標「jubility」が廃止され、新たに「Step」と呼ばれるシステムが登場した。マッチング画面で表示されていたjubilityアイコンは、ユーザーが様々なパーツを組み合わせて作成できるマーク「EMBLEM」に置き換えられた。
後に数回のアップデートが行われ、最終的に595曲となった。(ただし、[ 2 ]の曲を除く。)
jubeat Qubell（ユビート キューベル）（2016年3月30日稼働開始）
2016年1月30日に闘会議GPで開催されたThe 5th KACのjubeat prop決勝ラウンドにて発表された最新作。今作のテーマは「QUBE」（英語のcubeから来た造語）で、楽曲の解禁システムは、「dig dig Qubell」と呼ばれる。
今作はシリーズ初のロケテスト非開催となった。また、システムボイスが男性に変更されている。今作よりコンティニュー機能が追加された。
後に数回のアップデートが行われ、最終的に717曲となった。(ただし、[ 2 ]の曲を除く。)
jubeat clan（ユビート クラン）（2017年7月26日稼働開始）
今作のテーマは「人とつながる」。2017年4月19日に「BEMANI生放送(仮)第173回」で制作が発表され、5月2日にタイトルが発表された。システムボイスがprop以来、女性に変更され、シリーズで初めて日本語ボイスとなった。評価システムの「jubility」が復活（後述）。
後に数回のアップデートが行われ、最終的に801曲となった。(ただし、[ 2 ]の曲を除く。)
jubeat festo（ユビート フェスト）（2018年9月5日稼働開始）
シリーズ10作目＆10周年を祝う本作のテーマは“お祭り”。腕前を表示するjubility値が楽曲の譜面ごとに表示されるようになり，自身の上達を細かく確認できるようになっている。 また，今作よりGITADORAシリーズのスキルポイントのようにjubility値が一定値を超えるたびに，ネームカラーが変化していく仕様となった。2024年3月7日に、e-amusementサービスを終了した。
jubeat Ave.（ユビート アベニュー）（2022年8月3日稼働開始）
シリーズ11作目。2022年6月27日に公式Xにて発表され、約4年振りとなる。キャッチコピーは「みつけよう、キミのユビート」。システムボイスがQubell以来、男性に変更されている。
楽曲解禁イベント「LIGHT CHAT」が行われ、他機種の楽曲が大体3,4曲単位で移植されている。
jubeat beyond the Ave.（ユビート ビヨンド ジ アベニュー）（2023年9月20日稼働開始）
Ave.続編であるが、バージョン別フォルダでは「saucer fulfill」同様に分けられており、12作目とされている。キャッチコピーは「もっとあそべる、キミのユビート」。
前作のLIGHT CHATは復刻も含め継続して行われている。
また、同じパスワードを入力した人同士でプレーできる「PASSWORD MATCHING」が追加された。

### モバイル版
jubeat mobile（ユビート モバイル）
携帯電話用アプリ。2010年2月19日配信。iモード用。使用するパネルは携帯電話のボタンに合わせて3×3の9ボタン。テーマは初代「jubeat」を踏襲している。
jubeat mobile2（ユビート モバイル2）
携帯電話用アプリ。2011年2月18日配信。iモード / EZweb用。新たにカスタマイズやインターネットランキングにも対応した。配信当初はオンラインプレイにも対応予定だったが、中止された。
jubeat plus（ユビート プラス）
iOS用アプリ。2010年11月8日配信。当初はiPadのみの対応だったが2011年2月19日の更新でiPhone / iPod touch（iOS 3.1以上のiPhone 3GS以降もしくはiPod touch 第3世代以降）に対応した。
タッチパネル方式（アーケード同様4×4の16ボタン）。プリインストールは4曲で、楽曲パック（1パック4曲）を追加購入する方式になっており、アーケード曲以外にも特定のアーティストとタイアップを行ったplusオリジナルの楽曲パック（本人歌唱、アーティストによってはアーケード曲の再録もある）が配信されている。特定アーティストパック以外の版権曲はカバー曲。
2010年11月23日よりオンラインランキング（トータルベストスコア）がGame Centerに対応した。
ver2.5.0（2011年7月27日）よりjubeat ripplesのスキンが追加。初代「jubeat」（ゲーム内では「Classic」と表示）に加え「ripples」が擬似的に再現される。
アーケード版の「knit APPEND」ではplusオリジナル楽曲パックから4曲が収録され、「copious」では同様に5曲が収録された。
ver2.9.0 （2012年8月12日）より、iOS端末をbluetoothで接続することにより2台で同時プレイ（セッションプレイ）が可能となった。
2012年9月にAndroidスマートフォン「Xperia」シリーズ向けのjubeat plusを開発していると発表。同月の東京ゲームショウ2012にて試作品を展示。Xperiaはソニーの関連企業であるソニーモバイルコミュニケーションズ（旧ソニー・エリクソン）が製造しているため、ソニーミュージック所属のアーティストの曲を展開。
ver3.0.0（2012年10月17日）よりjubeat knitスキンが追加。また、jubeat copious設置店舗検索機能をjubeat saucer設置店舗機能に更新。
2012年11月14日、Xperia版jubeat plusを正式リリース。同日、ソニーミュージック所属のアーティストの楽曲パック8種類の配信開始。
2013年6月4日、Kindle Fire版jubeat plusを正式リリース。
2013年10月1日より『jubeat Lab』が開始。jubeat plusに譜面エディット機能が追加され、そこで自由に製作した譜面をアップロードするとjubeat plusやアーケード版jubeatでもプレイ可能になる（エディット機能はiPad版のみ。iPhone・iPod touch版はアップロードされた譜面をプレイ可能。Android版・Kindle Fire版は非対応）。
2015年10月29日より、ホールドマーカーに対応したバージョンを配信開始。
2017年11月の楽曲パックの配信を最後に、パックの追加配信やアプリの更新がなくなったが、2021年3月29日に公式Twitterに「#jubeat_plusに何かが起こる」と投稿され、何かしらの更新が起こることが示唆された。同年4月1日に「jubeat」として大型アップデートされることが発表された。
jubeat(ユビート)
iOS、Android用アプリ。2021年5月7日大型アップデートによりjubeat plusからリニューアル。

jubeat plusからの大型アップデートにより2021年5月7日配信。AC版初代タイトルと同じになっているが、ゲームデザインは2020年に発表された新筐体でのものを踏襲している。
本アップデートに合わせてAndroid版では一部機種でのみ起動できていたものを、スペック要件（iOS 11.0以降およびAndroid 5.0以降）を満たしている端末であれば機種を問わず起動できるように変更される。フリーミアムの要素を取り入れ、ソーシャルゲームのスタミナ制を導入した「ノーマルモード」と、購入した追加コンテンツをスタミナ消費なしで遊べる「plusモード」からなる。ミュージックプレーヤー機能や譜面作成機能が追加された。
2025年7月現在、実施の大型アップデートもされている。
jukebeat（ジュークビート）※海外のみ
iOS用アプリ。2011年8月10日配信。
英語圏用のjubeat plusで、他のjubeatシリーズには収録されていない楽曲も存在する（レディー・ガガ packなど）。
収録曲と一部の差異を除いては日本語版 (jubeat plus) と全く同じものであるが、日本語のアカウントではダウンロードできない。

### その他

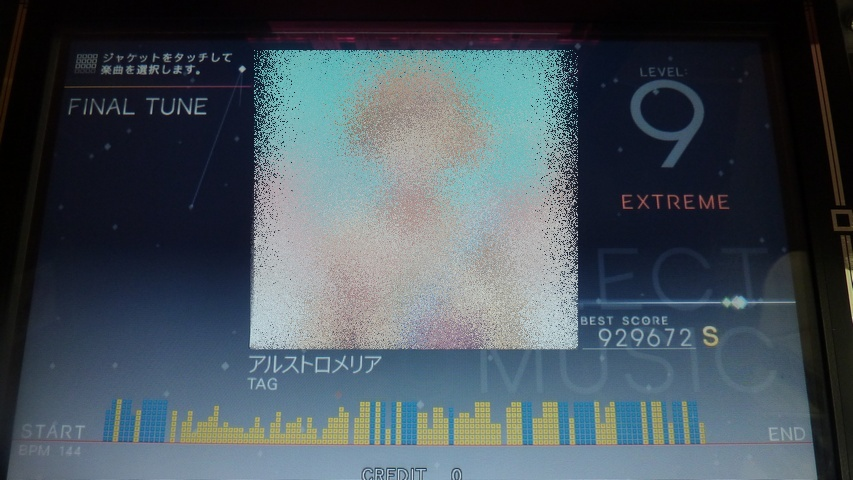
画面下部がミュージックバー (copious)

Terminal（ターミナル）
「saucer」のロケテストで同時に稼動していたもの。「saucer」のプレイ予約や接続されている筐体でのゲーム進行状況の確認などをすることができた。ロケテスト期間中はターミナルで管理できる量以上の予約や設定された営業時間を超える予約が出てしまう場合、それ以上予約を受け付けない仕様が導入されていた。
「saucer」の稼働開始日である9月25日に同時稼動することはなく、そのままお蔵入りになったが、元々ロケテスト用の試作機だったため一般店舗向けには販売しない可能性があり、販売された場合もこれらの仕様が変わることがあるとされていた。
ちなみに中国では魔法一代などがあるが、画像を見る通り上にもパネル？を表示するディスプレイがある。

## ゲームプレイの詳細

### プレイの流れ

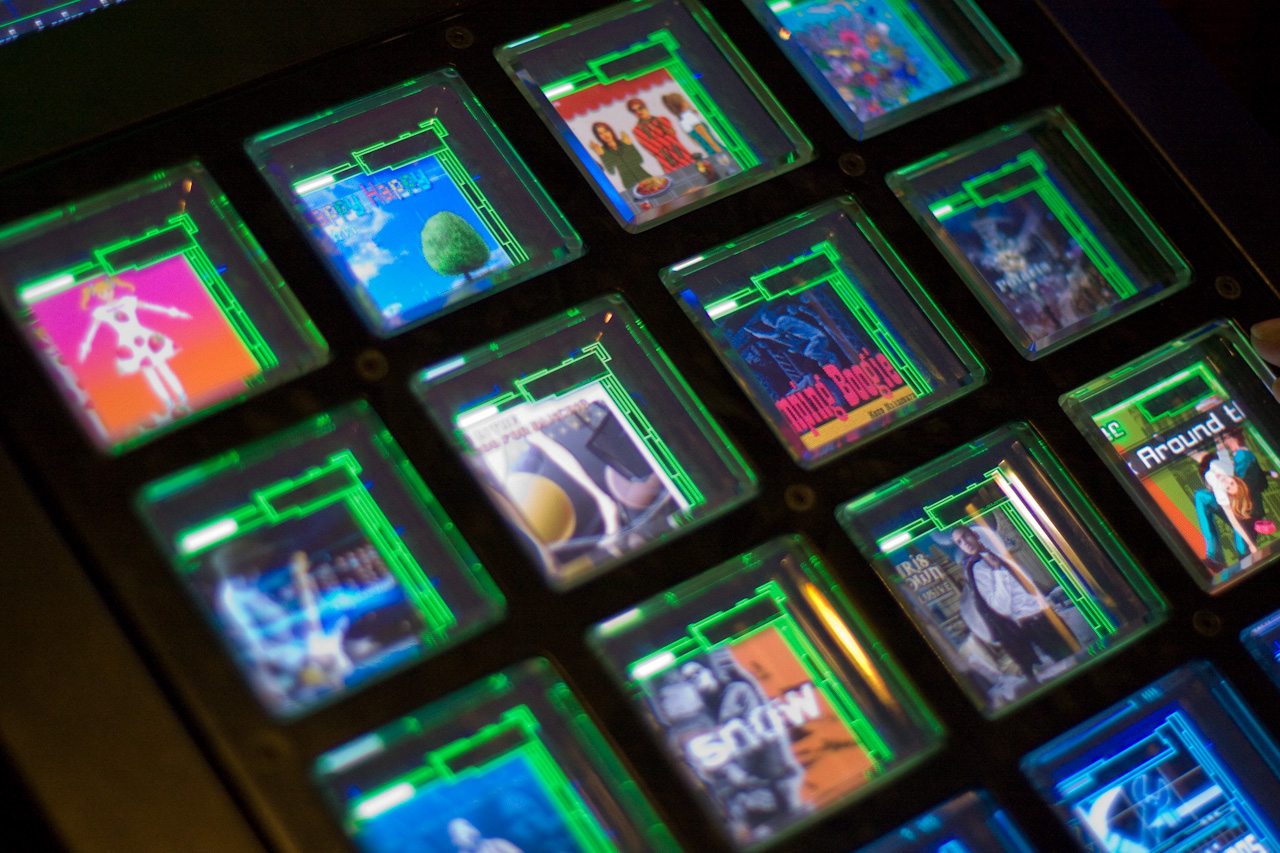
曲選択画面（jukebeat）

ここでは「festo」のシステムをベースに解説している。
1. パネルをタッチしてゲームスタートするか、e-AMUSEMENT PASSをタッチしユーザー認証をする。
  - 数字が表示されたパネルを押してパスワードを入力する。数字の配置は認証のたびに変化する。
  - 認証後、課金方法を選択する。課金方法は2種類あり、1つ目は100円硬貨による現金課金（クレジット）で、2つ目はPASELIによる電子マネー課金。
  - 決済完了後、INFORMATIONが表示される。内容はコナミからの告知、オススメ曲（フルコンチャレンジ曲）、楽曲解禁システムの進捗状況など。コナミからの広告は新しいものが配信されると随時出現する。
  - ローカルマッチング（店舗内対戦）を行うか選択する。ただし、店舗に筐体が1台しかない場合、他のプレイヤー全員が既にプレイ中の場合、もしくは右下のスキップボタンを押した場合はそのままシングルプレイ（1人プレイ）となる。
  - 選曲画面でチュートリアルを選択した場合、チュートリアルが行われる[注 5]。
2. プレイする楽曲を選択する。
  - 16個の操作パネルのうち上11個のパネルに楽曲のジャケットが表示され（「knit」以降では左上が楽曲の表示方法などを変更する[注 6]ボタンである）、下4個のパネルでジャケットリストのスクロール、設定変更、楽曲の決定などの操作を行う。プレイしたい楽曲のジャケットが表示されているパネルをタッチしてから決定パネルをタッチすることで楽曲が決定される。曲はそれぞれ3つの難易度別の譜面に分かれており、同じ楽曲のジャケットのパネルをタッチするたびにBASIC・ADVANCED・EXTREMEと難易度が変更される。細かな難易度は曲選択画面で1から10の数字で表記される。
3. 選択した楽曲をプレイする（詳細はゲームルールを参照）。
4. 1つの楽曲が終了すると結果が表示され、プレイ成績によるボーナスの加算やレーティングが表示される。この時点でクリア条件を満たすとステージクリアとなり、次の楽曲を選ぶことができる。
  - クリア条件を満たすことができなかった場合は「FAILED」となるが、2nd TUNEまでは「SAVED（救出）」となり条件をクリアできていなくても次の楽曲を選ぶことができる。FINAL TUNEで「FAILED」となった場合は、BONUS POINTが貯まっていてもBONUS TUNEに進むことはできない。
5. FINAL TUNEが終わると（BONUS TUNEに進んだ場合はBONUS TUNEが終わると）、最終的なゲーム結果が表示される。

### 基本ルール
楽曲に合わせて16個のパネルのいずれかにマーカーが表示されるので、正しいタイミングでマーカーが表示されたパネルをタッチしていく。パネルをタッチするタイミングは曲ごとに決まっており、流れるメロディや音楽のリズムに合わせてタッチすることになる。タッチしたタイミングによって判定が行われる。「saucer fulfill」以降は、「NORMAL MORE」モードでプレイした場合にリザルト画面でそれぞれの判定数が表示される。タイミングよく叩けた順にPERFECT（虹色）、GREAT（黄色）、GOOD（青）、POOR（赤）、MISS（灰）となる。
タイミング良くタッチすると画面背景のシャッターが開いて明るく賑やかな背景となるが、逆にMISSやPOORが多いとシャッターが閉じて暗い背景となる。演奏終了後、この背景の明るさによってボーナスが加算される（シャッターボーナス）。
MISSおよびPOORを出さずにタッチすることによってコンボが繋がる。このコンボ数はスコアに直接的な関係を持たないが、最後のパネルまでコンボを繋ぐ（全てのパネルをGOOD判定以上でタッチする）と「FULL COMBO」となり、曲選択時の画面に表示される他、特殊な称号を得るための条件となっている。
1つの曲には[BSC] (BASIC)・[ADV] (ADVANCED)・[EXT] (EXTREME) という3つの難易度が設定され、さらに1～10の10段階のレベルが設定されている。基本的に[EXT]のレベル10が最も難しく、このレベルのみ表記が強調されており、最難関曲であることを示している。「copious」から[ADV]のレベル10が初登場し、「Qubell」から[BSC]のレベル10が初登場し、「beyond the Ave.」時点で[ADV]のレベル10は11曲。[ADV]と[EXT]の同じレベルは11曲存在する(jubeatアプリ版にのみ収録されているDIAMOND CROSSINGも含めると、[ADV]レベル10は11曲、[ADV]・[EXT]が同じレベルは10曲となる)。
スコアが700,000点を上回ることでステージクリアとなる。基本的にタイミング良くタッチすることで得られるスコアは高くなり、ミスによってスコアが減少することはない。
楽曲終了時に上述のシャッターボーナスを含めた総合スコアが表示され、獲得スコアに応じて評価される。理論値は固定されており、満点はどの曲も一律100万点。満点を出すと曲選択画面でEXCELLENTの文字が表示される。
評価は以下の通り。
- E…0〜499,999点
- D…500,000点〜699,999点
- C…700,000点〜799,999点
- B…800,000点〜849,999点
- A…850,000点〜899,999点
- S…900,000点〜949,999点
- SS…950,000点〜979,999点（初代「jubeat」は1,000,000点）
- SSS…980,000点〜999,999点（「ripples」以降）
- EXC…1,000,000点（「ripples」以降）

評価がC以上（スコア700,000点以上）であればクリアとなる。
評価も称号の獲得条件となっており、初代「jubeat」および「ripples」ではランクアップ条件にも影響していた。理論値が固定されているゲームシステムのため、ノーツ数が増えるほど1ノーツあたりの点数配分は減少する。そのためノーツ数が少ない（主にBASIC）譜面では1ミスが大幅なスコアダウンに繋がることがある。
エクセレント達成時のRESULT表示演出は、バージョンによって異なる。さらに「ripples」と「copious」では評価SSS以下とEXCELLENTでリザルトBGMが異なる。

### コースモード
「saucer fulfill」で追加されたゲームモード。予め指定された5曲をプレイする。上級者向けモードであり、楽曲の難易度はEXTREMEが基本だが、一部のコースにはADVANCEDが設定されている。全5曲を完走し、ゴールド・シルバー・ブロンズノルマを達成するとノルマ達成の証となる「ストーン」を獲得できる。ただし、完走してもブロンズノルマを達成できなかった場合は、「COURSE FAILED」となりストーンは獲得できない。また1～4曲目終了時点で、次曲以降どれほど高いスコア・評価を獲得してもブロンズノルマ達成が不可能と判断された場合は、そこでCOURSE FAILEDとなりプレーが終了してしまう。一部のコースには判定が厳しいHARD MODEでプレイしなければならないコースもある。fulfill稼働当初はPASELI決済のみでこのモードを選択することができたが、1ヶ月ほどでコインによるプレイが可能になった。本モードのプレー（COURSE FAILEDでも獲得可）および獲得したストーンによって経験値を獲得し、経験値が一定数貯まると楽曲が解禁される仕組みもある。「saucer fulfill」稼動最終日時点でコースは全部で30種類。「prop」のリリース時点では「coming soon」と表示されていたが、2015年9月1日に行われた大型アップデートで実装された。「prop」稼動最終日時点でコースは全部で41種類。
以下はコースの一例である。
| 1曲目      | 2曲目                  | 3曲目  | 4曲目 | 5曲目  |
| ---------- | ---------------------- | ------ | ----- | ------ |
| FRIENDSHIP | めうめうぺったんたん!! | O JIYA | eyes  | TYCOON |

### アリーナモード
2015年9月7日に「prop」へ追加されたゲームモード。毎週出題される3曲の課題曲をプレイし、同じクラスの人同士が3曲のトータルベストスコアで競い合う。プレイヤーのクラスは毎週更新され、スコアに応じてクラスが変動する。2週間アリーナモードをプレイしないと、自動的にClassが降格する。実装開始から10週間は3曲目がオリジナルの新曲であり、アリーナモードをプレイすると翌週から解禁される。

### オプション設定
jubeatシリーズでは、設定できるオプションが以下の4種類に限定されている。
マーカー
パネルに出現するマーカーを設定できる。「betond the Ave.」時点で46種類。ただし、ホールドマーカーはマーカーの数に含まれない。
マーカーの形状および動作は種類によって様々で、中にはタッチエフェクトしか表示されない「ステルスマーカー」など変わったものもある。デフォルトで用意されているマーカーの他にクラスアップや特定条件での報酬として獲得できるものもある。
Qubell稼働時にAC版ディズニー ツムツムマーカーが存在していたが、イベント終了に伴い、削除された。
Qubellより名称が表示されるようになった。
初代「jubeat」では各マーカーの正式名称が明らかにされていなかったが、「ripples」で明らかになった。
- 初代「jubeat」からのマーカー（サイバー，フラワー，アフロ，シャッター，ブルーリング，花火，ターゲット，たまご，火山，ゲージ，オコジョ，アイス，シャボン玉，デジタルブロック，サンドアート，ミラーボール）。全16種類。
- 「ripples」からのマーカー（リプルズ，ユビ子，触，バナナ，ブラー，絵画，トーラス，襖，ステルス）。全9種類。
- 「knit」からのマーカー（ニット，色彩構成，ストップウォッチ，ねんごろねこ，コンシェルジュ，jubeatくん）。全6種類。
- 「copious」からのマーカー（コピオス，サーカス，こびふくろう，ナチュラルブロック）。全4種類。
- 「saucer」からのマーカー（ソーサー，ショッチョー，QMA/CPUシャロン）。全3種類。
- 「prop」からのマーカー（プロップ）。全1種類。
- 「Qubell」からのマーカー（キューベル，干物妹！うまるちゃん，NEW GAME!、お茶漬け）。全4種類。
- 「clan」からのマーカー（クラン）。全1種類。
- 「festo」からのマーカー（フェスト）。全1種類。
- 「Ave.」からのマーカー（アベニュー）。全1種類。

称号
自分の名前の前に表示させることができる。取得条件と称号名が関連しているものもあれば、全く関係のないものまで多様多種である。プレイ回数に依存する称号、特定の曲を連奏することで入手できる称号、フルコンボ・エクセレント達成など入手できる機会は様々。プレイ経過によっては入手できなくなる称号も存在する。「copious」以降はほとんどの称号に「パーツ」と呼ばれる単語が設定されており、e-AMUSEMENT GATE（以下GATE、後にeAMUSEMENTに改称）に登録していれば他のパーツと組み換えることもできる。自分が設定した称号パーツは「伝導」によってそのパーツを持っていないマッチング相手にプレゼントされ、逆にマッチング相手が設定していてなおかつ自分が持っていない称号パーツも獲得できる。
「saucer」では「きょうの称号」として2012年12月1日から「saucer fulfill」稼働までの間1日1個ずつ称号を配信していた。2012年12月2日以降に「saucer」を初めてプレイした（または「copious」からプレイデータを引き継いだ）プレイヤーも過去配信分を含めた全称号を使用できるが、設定にはGATEへの無料登録が必要（筐体からの変更は不可能）。また「きょうの称号」と同時に「きまぐれ称号パーツ」も開始。GATEページ上の獲得ボタンを押すことで1日1個称号パーツをランダムで獲得できる。「saucer fulfill」では「きまぐれ称号パーツ」が「きまぐれ称号&称号パーツ」となって称号も獲得できるようになったが、「きょうの称号」は毎日配信されなくなった。「prop」以降では「きょうの称号」が完全に廃止され「きまぐれ称号&称号パーツ」に一本化された。
画面設定
対戦時に表示される順位表示、相手との点数差表示、画面エフェクトの有無を一括設定する。画面エフェクトとは、対戦時に相手と接戦になった場合に画面が点滅する演出のこと。
背景
プレイ中の背景色を変更する。背景色とその明暗によってはマーカーの色と同化して見づらくなることがあるため、マーカーの色に合わせて使い分けることもある。初期の背景は4つ。
2012年12月1日に7つ、2016年7月14日に8つ、2016年8月9日より9つになった。

### その他
オンラインマッチング
jubeatシリーズでは、e-AMUSEMENTを通して全国のプレイヤーと対戦できる。これを、ゲーム内ではオンラインマッチングと呼んでいる。楽曲選択後、自動的にマッチング相手の検索画面に移行し、一定時間相手が見つからない場合はシングルプレイになる。オンラインプレイで得られる称号もある。
ミュージックバー

画面上部のディスプレイにはミュージックバーが表示されている。マーカーが出現する箇所や個数が目安として表示され、曲の長さをバーの横幅で割った時間ごとにタイミングの確認が可能である。最大表示数は8つ。プレイ後には自分のプレイ状況が判定によって色分け表示される。黄色バーは1本の時間内の評価が全てパーフェクト、青色バーは黄色と灰色以外、灰色バーは1本の時間内に1つ以上ミスがあると表示される。
ミュージックバーチャレンジ
「ripples」以降で追加された要素。e-amusement passを使用してプレイする必要がある。初代「jubeat」ではプレイごとにすべてのミュージックバーが更新されていたが、ミュージックバー1本ごとに過去のプレイで最も評価の高かった色が記録されていくようになった。1度黄色にできたバーはその後は青や灰色に下がることはなく、黄色にはできなくても1度青色にできればその後は灰色に下がることはない。選曲時に現在の状態を確認可能。灰色のバーがなくなったらノーグレー、全てのバーが黄色になったらオールイエローとなる。楽曲が（入れ替えではなく）完全に削除されない限り、次回作へのデータ引継ぎ時にバーの状態は引き継がれる。
オススメ楽曲
「ripples」以降で追加された要素。毎日指定された1曲が「きょうのオススメ楽曲」となり、プレイするだけで通常より多くのボーナスを獲得できる。フルコンボ（エクセレント含む）に成功するとボーナスも若干多くなるが、フルコンボ失敗でもボーナスが大幅に少なくなることはない。「saucer」および「saucer fulfill」では毎日指定される「フルコンチャレンジ楽曲」が事実上のオススメ楽曲であったが、「prop」で復活した。
フルコンチャレンジ楽曲
フルコンボのチャレンジ楽曲が毎日1曲指定されるほか、1日1回GATEページ上のボタンをクリックすることでランダムに指定された1曲が「きまぐれフルコンチャレンジ楽曲」となる。フルコンボ（エクセレント含む）に成功すれば多くのボーナスを入手できる。フルコンボに失敗してもボーナスは入手できるが、量は成功時よりも少ない。なお、追加クレジットまたはPASELIを支払うことでフルコンチャレンジ対象楽曲を増やすことができる。「prop」ではオススメ楽曲復活に伴い毎日指定のチャレンジ楽曲は廃止されたが、「きまぐれフルコンチャレンジ楽曲」やプレー中の対象楽曲追加は継続されている。

## 楽曲の解禁システム
ニットシャツ
「knit」の解禁システムは、裁縫をテーマにした「ニットシャツ」。2種類あった前作のグレードポイントをACHIEVEMENT POINTに一本化。
ACHIEVEMENT POINTを一定量溜めることで「WOOL」を入手し、WOOLを消費してシャツを編むことで隠し要素を解禁する。消費できるWOOLは1プレイにつき1個までで、WOOLを2個以上所持している場合は次回プレイ以降に消費することになる。なお、作るシャツの色は複数あり、一部を除いて自由に選ぶことができるため、古い隠し曲を解禁せずとも新しい隠し曲（一部除く）を解禁できるようになった。
copious travel
「copious」の解禁システムは、宇宙旅行をテーマにした「copious travel」。
プレイ終了時にACHIEVEMENT POINTを燃料としてロケットを発射し、別の惑星に到着することで隠し要素を解禁する。惑星に到着するとそのプレイの旅行は終了となり、次回プレイ時に別の惑星を指定することで旅行が再開され前回余った燃料が消費される。原則として惑星到着時に楽曲の1譜面、中間地点でランダムなマーカー・背景・称号などをそれぞれ獲得するが、UFOを呼ぶことでも獲得できる。
伝導
「copious」から追加された要素。一部隠し曲、称号パーツやマーカーがマッチングしたプレイヤーに「伝導」されていくシステム。対象の楽曲や称号パーツを所有していない人が、所有している人とマッチングすることで入手できる。「saucer fulfill」では指定された楽曲のみが伝導可能となった。「prop」で楽曲の伝導は終了したが、称号パーツの伝導は可能。
bistro saucer
「saucer」の解禁システムは、レストランをテーマにした「bistro saucer」。「copious」までの数値によるポイント表示が廃止された。
1曲毎に、プレイ結果に応じた大きさの「TUNE FOODS」と呼ばれる食材を入手できる。TUNE FOODSの種類は曲目毎にランダムで変わり、自己ベスト更新などのボーナスによって大きさや量が増える。
プレイ終了後、TUNE FOODSと総合的な結果に応じて獲得できる「ACHIVEMENT FOODS」を使ってシェフが料理を作る。出来上がった料理を「グルメイツ」と呼ばれるキャラクターに振る舞い、グルメイツの満足度が100%に到達すると隠し楽曲が解禁される。料理を作るシェフは通常「見習いシェフ」だが、PASELI従量課金によってレベルの高いシェフと契約し、一定回数そのシェフに調理を任せることもできる。
グルメイツは最大4種類登場し、メンバーによって獲得できる楽曲が異なる。左側3人は「saucer」新曲、1番右は獲得期限を過ぎた「saucer」楽曲または「copious APPEND」以前の旧作未解禁曲を所持している。1番右のメンバーは子供・犬で固定され、他の3人より満足度が上昇しやすい。メンバーの好物や、レベルの高いシェフが作った料理は満足度が上昇しやすい。満足度100%到達時に余った食材は冷蔵庫に保存され、次回プレイ終了後の調理に使用される。
定期的に「ワン!ぱく!すくすく月間」イベントが開催される。この月は、新曲追加がない代わりに解禁楽曲がすべて子供・犬となる。
アクティブグループを設定することでプレイできる「出前 de saucer」や、大会に参加してプレイすることで、ACHIVEMENT FOODSを獲得できる。ACHIVEMENT FOODSの種類やサイズは成績によって変動する。
1ヶ月に1回のペースで収録楽曲の入れ替えを行なっており、入れ替えを行う日時が「ラストオーダー」として指定されている。ラストオーダーを過ぎるとメンバー・楽曲が強制的に変更され、満足度も全員0%から再スタートとなる。ラストオーダーを待つ以外にPASELI従量課金によってメンバーや楽曲を変更することもできる。ラストオーダーよりも前に解禁可能な楽曲を全て解禁すると「仕込み中」となり、そこからラストオーダーまでに獲得した食材は全て冷蔵庫に保存される。
また、これまでは隠された目標を達成することで称号とともにACHEIVEMENT POINTSを獲得できていたが、「saucer」からは公式ページに『ACHIEVEMENT』が新設され、ある程度目標が明示され、達成状況も表示されるようになった。
「saucer fulfill」稼働開始日である2014年3月3日をもってサービスが終了した。
saucer macchiato
「saucer fulfill」の解禁システムはカフェ・マキアートをテーマにした「saucer macchiato」。
原料となるコーヒー豆は、指定されたACHEIVEMENT曲をプレイし、条件を満たすことで獲得する。牛乳はACHEIVEMENT POINTSで獲得する。PASELIを使ってプレイすれば、より多くの牛乳を獲得できる。PASELI従量課金によっておともを連れることもできる。これをコーヒーミルに投入し、ラテアートが完成すれば楽曲を獲得できる。
すべての楽曲を解禁するとsaucer macchiatoは表示されなくなる。ただし、すべての楽曲を解禁した状態でも初回時や称号の獲得は表示される。「copious」から「saucer」まではすべて解禁した場合、未獲得の称号パーツを獲得することができたが、「saucer fulfill」ではsaucer macchiato内の未獲得の称号パーツがあっても獲得することができなくなった。
「prop」稼働開始前日の2015年2月19日をもってサービスが終了した。
Step
「prop」の解禁システムは、評価システムと兼用の「Step」（詳細はStepを参照）。
BONUS MUSIC
「prop」において「BEMANI×TOHO」イベントから追加された要素。BONUS TUNEに進むごとにBONUS MUSIC楽曲が出現し、それをクリアするとその楽曲が解禁される。また、2015年5月28日より、未解禁の楽曲の中から、ランダムに5曲週替わりで出現する「WEEKLY BONUS MUSIC」が開始した。
dig dig Qubell
「Qubell」の解禁システム。QUBEを掘り進めることにより、楽曲の解禁や称号の獲得などが行われる。QUBEにはEmeraldとGarnetの2種類があり、EmeraldではQubell新曲が、Garnetではpropまでの旧曲が解禁される。どちらのQUBEを掘り進めるかはプレー開始時、又はコンティニュー時に選択する。
SHOP
「clan」の解禁システム。イベントやマッチング時に取得できることがあるOMIYAGEをSHOPで交換することで、アイテムや楽曲を解禁することができる。

## 評価システム
プレイヤーの技量を表す評価システム。作品によって名称やシステムが異なる。

### クラスシステム
「jubeat」における評価システム。D→C4→C3→C2→C1→B4〜B1→A4〜A1→S4〜S1→SSの全18段階である。「クラスポイント」・「ノルマ」の両方の条件をクリアすることで上昇し、クラスが上昇することによって隠し曲やマーカーが解禁されていく。
クラスポイント
クラスを上げるために必要になるポイントのこと。これを集めてノルマを達成することによってクラスが上昇する。
クリアした曲のレベル、レーティングにフルコンボ・エクセレントの可否、対戦順位、初プレイ、初クリアの要素を加味して算出される。
ノルマ
クラスを上げるために達成しなければならない条件。「クリア数○○曲」という比較的簡単なものから「EXTREME平均点○○点」「EXCELLENT達成」と言った難易度の高いものまで様々である。

### グレードアップシステム
「ripples」における全43段階の評価システム。 大区分としてWhite・Bronze・Silver・Gold・Platinumがあり、さらにWhiteはクラスシステムと同様にD〜SSの18段階、Bronze・Silver・GoldはSquirrel→Rabbit→Ocelot→Fox→Deer→Wolf→Tiger→Lionの8段階に細分化されている。ノルマは廃止され、グレードポイントによって上昇する。グレードが上昇することによって隠し曲やマーカーが解禁されていく。
グレードポイント
『TUNE POINTS』『ACHIEVEMENT POINTS』の二部門に大別される。『TUNE POINTS』は前作のクラスポイントと同様、プレイごとに獲得できる。新設された『ACHIEVEMENT POINT』は称号獲得によるポイントおよび大会結果によるポイントである。

### jubility

#### 「knit」から「saucer fulfill」まで
クリアした曲のレベルとスコアに応じて0.00〜10.00まで0.01単位で変動し、プレイごとに上下する。jubilityの値によってアイコンが変化していき（1.00単位で変化）、マッチング時にはこれが表示される。整数部分が同じだとアイコンは同じだが、「copious」以降は小数点以下の数字によってアイコンの見た目が変化する。隠し要素の解禁がjubilityによって行われることはない。「saucer」と「saucer fulfill」では、e-AMUSEMENTのライバル検索で「オススメライバル検索」を使用するとjubilityが自分に近いプレイヤーが表示されていた。
| jubilityアイコンの一覧 | jubilityアイコンの一覧      | jubilityアイコンの一覧 | jubilityアイコンの一覧    |
| 数値                   | knit                        | copious                | saucer                    |
| ---------------------- | --------------------------- | ---------------------- | ------------------------- |
| 10.00                  | CROWN（金色）               | jubeat sei-jin（金色） | prism（虹色）             |
| 9.00以上10.00未満      | CROWN（王冠）               | jubeat sei-jin         | prism（プリズム）         |
| 8.00以上9.00未満       | FULL MOON（満月）           | copious sei-jin        | kaleidoscope（万華鏡）    |
| 7.00以上8.00未満       | LION（ライオン）            | gentle sei-jin         | hummingbird（ハチドリ）   |
| 6.00以上7.00未満       | GIRAFFE（キリン）           | sharp sei-jin          | jellyfish（クラゲ）       |
| 5.00以上6.00未満       | DUCK（アヒル）              | sympa sei-jin          | beetle（カブトムシ）      |
| 4.00以上5.00未満       | SWALLOWTAIL（アゲハチョウ） | roller sei-jin         | lotus（ハス）             |
| 3.00以上4.00未満       | HONEYBEE（ミツバチ）        | mesh sei-jin           | macaron（マカロン）       |
| 2.00以上3.00未満       | SUNFLOWER（ヒマワリ）       | flipper sei-jin        | pencil（鉛筆）            |
| 1.00以上2.00未満       | PINEAPPLE（パイナップル）   | amoeba sei-jin         | soap bubble（シャボン玉） |
| 1.00未満               | LEMON（レモン）             | coil sei-jin           | stone（石）               |

#### 「clan」
「jubeat clan」では、3作ぶりに「jubility」システムが復活した。プレー結果によって数値が上昇していき、数値に応じて画面上の街が発展していく。従来のjubilityとは異なり、数値は減少しない。

### Step
「prop」における評価・楽曲解禁システム。Stepは1からスタートし、楽曲のプレイ結果に応じて経験値が入手でき、様々なノルマを達成することでビーズが入手できる。ビーズと経験値が所定の数値に達することでStepが上がっていく。ある一定のStepに達すると、カテゴリ一覧に出現する「Unlock Challenge」カテゴリを選択して課された課題をクリアしない限り次のStepに進むことができない。「Unlock Challenge」は、課題曲を3曲連続クリアすることで達成となる（一定以上の評価でクリアする必要がある課題もある）。なお「Unlock Challenge」カテゴリ選択時に一度入ると戻れない旨の警告が表示されるが、クリアに失敗した時点でカテゴリから追い出される。到達したStep数に応じて、楽曲が解禁され、ホールドマーカーが出現する譜面もStepを上げることで解禁できる。Step 100を超えると、楽曲の獲得がない。

## 登場キャラクター
jubeatシリーズでは、さまざまなキャラクターが登場する。コンシェルジュは「knit」以降、それ以外は「saucer」で登場。スミスは「saucer fulfill」でも登場した。「prop」では、EMBLEMのパーツとして登場するキャラクターが存在する。
コンシェルジュ
曲のソートの際に登場する案内人。「knit」では頻繁に登場していた。

### グルメイツ
スミス（Smith）
六角形の顔の紳士。多くのイベントで登場する、グルメイツの看板的存在。「スミス氏」と呼称されることもある。
多くのBEMANI連動イベントで『jubeat』の代表キャラクターとして登場することが多い。
カオリ
赤い服を着た女性。
コタロー
茶色の犬で、オス。
『pop'n music』との連動イベント「ミミニャミ・コタローのフライングキャッチ！」でメインを張った。
翔
金髪リーゼントのツッパリ。
ほしこ
星形の顔で、お下げ髪の女学生。
キャシー
顔とカチューシャが一体になったハート型の顔で、赤髪のツインドリルの髪型をしたメイド。
マロン
ベージュの犬で、リボンが付いている。メス。
食流左衛門（グルザエモン）
グルメイツの創始者。
7兄弟
頂点の毛が違う7人の兄弟。シャツにはそれぞれ「R」「A」「I」「N」「B」「O」「W」が書かれている。

### スミス家
「saucer」で初めて登場したスミスは多数のイベントで登場しており、「スミスゼミナール」で以下の家族がいることが判明している。
- スミスブラザー - スミスの弟。大学を12歳で卒業した。
- スミスパパ - スミスの父。口にヒゲを生やしている。
- スミスグランバ - スミスの祖父。で、かつては凄腕の教師だった。

### ジャケットのみの登場
- カノープス - 「終末を追う者」に登場。
- ちせ - 「アルストロメリア」に登場。
- ジョマンダ - 「JOMANDA」に登場。モデルはDJ YOSHITAKA。
- なぎさ - 「†渚の小悪魔ラヴリィ〜レイディオ†」に登場。当初は名前がなかったが、「jubeat・GITADORA・DDRのTriple journey」で「Dance Dance Revolution」と「GITADORA」移植された同曲のムービーで名前が判明した。
- モード - 「量子の海のリントヴルム」に登場。当初は名前がなかったが、pop'n musicに移植された同曲やbeatmania IIDXに収録された「龍と少女とデコヒーレンス」で名前が判明することとなる。
- ローリー・ポニー「spring pony」に登場。

## 主要アーティスト
前述の通りほとんどが版権曲のため、コナミ内部、あるいは外部アーティストのオリジナル曲はほとんどが隠し曲となっている。
- 斎藤広祐 (kors k)
- 中原龍太郎 (Ryu☆)
- 横田商会 (Y&Co.)
- 泉陸奥彦 (Mutsuhiko Izumi) - 初代、「ripples」、「knit」、「saucer」ではサウンドディレクターを務めている。
- 中村康三 (Kozo Nakamura)
- 黒沢ダイスケ (96)
- 西村宜隆 (DJ YOSHITAKA)
- 肥塚良彦
- 森野くま子 (Shooting Star)
- Silky藤野 (SILKY F)
- 藤森崇多 (Sota Fujimori、dj MAX STEROID） - 「saucer fulfill」ではサウンドディレクターを務めている。
- 角田利之 (L.E.D.)
- 右寺修 (Des-ROW)
- 佐藤直之（猫叉Master、猫叉Master+）
- 小野秀幸
- 村井聖夜
- 舟木智介 (TOMOSUKE)
- あさき
- 脇田潤 (wac)
- GUHROOVY
- 新井大樹
- 石川貴之 (dj TAKA)
- 佐伯茂治 (S-C-U) - 「copious」、「saucer」ではサウンドディレクターを務めている。
- 田口康裕 (TAG)
- 広野智章（劇団レコード）
- 渡辺大地 (PON)
- 内田智之 (Mr.T)
- 清水達也 (Tatsh)
- 伊山達也 (Qrispy Joybox)
- 西木康智 (Vivian)
- Akhuta
- DJ TOTTO

## オンラインスコアサイト
jubeatにはオンラインで個人スコアが確認できるサイトがある。「knit」まではe-AMUSEMENT PASSメンバーズサイトで運営されていたが、「copious」以降はe-AMUSEMENT GATEでの運営となった。「saucer」ではPASELIによる従量課金以外は完全に無料化されたが、「prop」ではプレイ履歴閲覧が再び一部有料化された。「Qubell」では平均スコアなど、より詳細な楽曲データ・グラフを有料で閲覧可能となった。
確認・変更できる内容は以下の通り。
| 内容                 | jubeat | ripples | knit | copious | saucer | prop | Qubell | clan |
| -------------------- | ------ | ------- | ---- | ------- | ------ | ---- | ------ | ---- |
| プレイヤーデータ閲覧 | ○      | ○       | ○    | ○       | ○      | ○    | ○      | ○    |
| 楽曲データ閲覧       | △      | △       | △    | △       | ○      | ○    | ○      | ○    |
| プレイ履歴閲覧       | △      | △       | △    | △       | ○      | △    | △      | △    |
| 大会機能             | -      | -       | △    | △       | ○      | ○    | ○      | 〇   |
| その他設定           | -      | -       | △    | ○       | ○      | ○    | ○      | ○    |
| グループ機能         | -      | -       | △    | ○       | ○      | -    | -      | -    |

○:完全無料（制限なし）。その項目の全コンテンツが無料で利用できる。

△:一部無料（制限あり）。有料登録（e-AMUSEMENTベーシックコース）するとその項目の全コンテンツが利用できる。

-:機能未実装

## 関連商品

### CD
jubeat ORIGINAL SOUNDTRACK
2009年2月27日発売、11月25日一般販売。
jubeat ripples ORIGINAL SOUNDTRACK
2009年9月25日発売、11月25日一般販売。
jubeat ripples APPEND SOUNDTRACK
2010年4月21日発売。
jubeat knit ORIGINAL SOUNDTRACK
2010年9月22日発売（コナミスタイルで購入すると「jubeat knit特製シール」が同梱する）。
jubeat knit APPEND SOUNDTRACK
2011年4月20日発売。
jubeat copious ORIGINAL SOUNDTRACK
2011年9月28日発売（初回限定特典にアーティスト称号の特典コードが同梱する）。
jubeat copious APPEND SOUNDTRACK
2012年3月28日発売（初回限定特典にアーティスト称号の特典コードが同梱、コナミスタイル初回盤には特製収納BOXも付属する）。
jubeat saucer ORIGINAL SOUNDTRACK -Smith-
2012年11月21日発売。
jubeat saucer ORIGINAL SOUNDTRACK -Kaori & Kotaro-
2013年3月27日発売。
jubeat saucer ORIGINAL SOUNDTRACK -Sho & Hoshiko-
2013年7月17日発売。
jubeat saucer ORIGINAL SOUNDTRACK -Cathy & Marron-
2013年11月27日発売。
jubeat saucer ORIGINAL SOUNDTRACK -Gourzaemon-
2014年3月26日発売。着せ替えジャケットにはT田によるJOMANDA、VALLIS-NERIAが描かれている。
jubeat saucer ORIGINAL SOUNDTRACK -7 Bros.-
2015年1月28日発売。
1タイトルでサントラが3枚以上発売されるのはシリーズ初。
jubeat prop ORIGINAL SOUNDTRACK
2017年1月11日発売。
jubeat Qubell ORIGINAL SOUNDTRACK
2017年1月11日発売。